# Иванов, Анатолий Александрович (Герой Советского Союза)
Анато́лий Алекса́ндрович Ивано́в (1920—2002) — Герой Советского Союза (1943), гвардии лейтенант.

## Биография
Родился 19 марта 1920 в селе Высоковка Цивильского уезда Казанской губернии (ныне Канашский муниципальный округ Чувашской Республики). Русский.
В Красной Армии с августа 1940 года, призван Шихазанским РВК. Боевой путь начал в составе 324-й стрелковой дивизии, сформированной в Чувашской АССР. В 1942 году окончил курсы усовершенствования офицерского состава.
Старший адъютант батальона 127-го гвардейского стрелкового полка 42-й стрелковой дивизии (40-я армия, Воронежский фронт) лейтенант А.А. Иванов 23 сентября 1943 года во главе ударной группы форсировал р. Днепр южнее г. Киев. Закрепившись на плацдарме, воины под командованием А.А. Иванова стойко отразили многочисленные контратаки противника.
Указом Президиума Верховного Совета СССР от 29 октября 1943 года за образцовое выполнение боевых заданий командования на фронте борьбы с немецко-фашистскими захватчиками и проявленные при этом мужество и героизм, гвардии лейтенанту Иванову Анатолию Александровичу присвоено звание Героя Советского Союза с вручением ордена Ленина и медали «Золотая Звезда» (№ 3910).
В 1946 году уволен в запас в звании подполковника. Работал на партийных и хозяйственных должностях в Вурнарском районе.
Умер 19 декабря 2002 года. Похоронен на кладбище поселка Вурнары.

## Награды и звания
- Медаль «Золотая Звезда»;
- орден Ленина;
- орден Красного Знамени;
- орден Александра Невского;
- орден Отечественной войны 1-й степени;
- орден Отечественной войны 2-й степени;
- орден Красной Звезды;
- медали.
- Почётный гражданин Канашского, Вурнарского районов и поселка Вурнары.

## Память
- Герой Советского Союза А. А. Иванов занесён в Почётную Книгу Трудовой Славы и Героизма Чувашской АССР (1978).
- Имя Героя носил пионерский отряд Ойкас-Яндобинской средней школы Вурнарского района Чувашии. Его именем названа улица в поселке Вурнары, в селе Высоковка установлена мемориальная доска.